# FC Suðuroy
FC Suðuroy é uma agremiação esportiva das Ilhas Faroé fundada a 1 de janeiro de 2010.

## História
Sua antiga denominação era VB/Sumba Vagur, criada em 2005, e refundada em 2010 com o nome atual. Fica localizada na cidade de Vágur.
Atualmente é patrocinado em parte pela Adidas.

## Títulos
- Segunda Divisão Faroesa: 1
  - 2011

## Maiores goleadores
- Jan Allan Müller: 56 gols marcados
- Egill Steintórsson: 55 gols marcados
- Birgir Jørgensen: 53 gols marcados
- Jón Krosslá Poulsen: 53 gols até 12 de junho de 2010)[2] [3] [4]
- Jón Pauli Olsen: 52 gols marcados
- Pól Thorsteinsson: 50 gols [5]